# Макдугал, Дэвид
Дэвид Стоктон Макдугал (англ. David Stockton McDougal; 27 сентября 1809 — 7 августа 1882) — контр-адмирал ВМС Соединённых штатов, участник Американо-мексиканской войны и конфликта в Симоносеки.

## Биография
Родился в Огайо.
С 1 апреля 1828 года — на военной службе в звании мичмана. На протяжении трёх десятилетий служил на кораблях в Средиземноморье, Вест-Индии и на Великих озёрах.
С 1846 по 1848 год в ходе Американо-мексиканской войны служил на пароходофрегате Mississippi. Участвовал в кампании Москитного флота под командованием коммодора Мэттью Перри, а также в осаде Веракруса.
С 1854 по 1856 год командовал шлюпом Warren.
В 1856 году был командиром парового буксира John Hancock.
С 1861 по 1864 год являлся командиром парового шлюпа Wyoming, который обеспечивал защиту торгового судоходства от пиратов и рейдеров Конфедерации.
16 июля 1863 года, в ответ на обстрел японцами торгового судна Pembroke, Wyoming вошёл в Симоносекский пролив и атаковал береговые батареи и три корабля даймё Мори Такатика. В ходе часового боя японцы потеряли два корабля и отступили, после чего были подавлены береговые батареи.
В 1864 году Wyoming пришёл в Филадельфию, совершив кругосветное плавание. После ремонта участвовал в поиске шлюпа Конфедерации Florida.
23 декабря 1869 года Макдугал назначен командующим Южнотихоокеанской эскадрой.
2 марта 1864 года получил звание кэптена.
27 сентября 1871 года вышел в отставку.
24 августа 1873 года получил звание контр-адмирала.
Скончался в Сан-Франциско в 1882 году. Похоронен на кладбище Маунтин Вью в Окленде.

## Память
Имя Дэвида Макдугала носили два корабля ВМС США:
- USS McDougal (DD-54) — эсминец типа «О’Брайен»;
- USS McDougal (DD-358) — эсминец типа «Портер».